# Simon Plößl

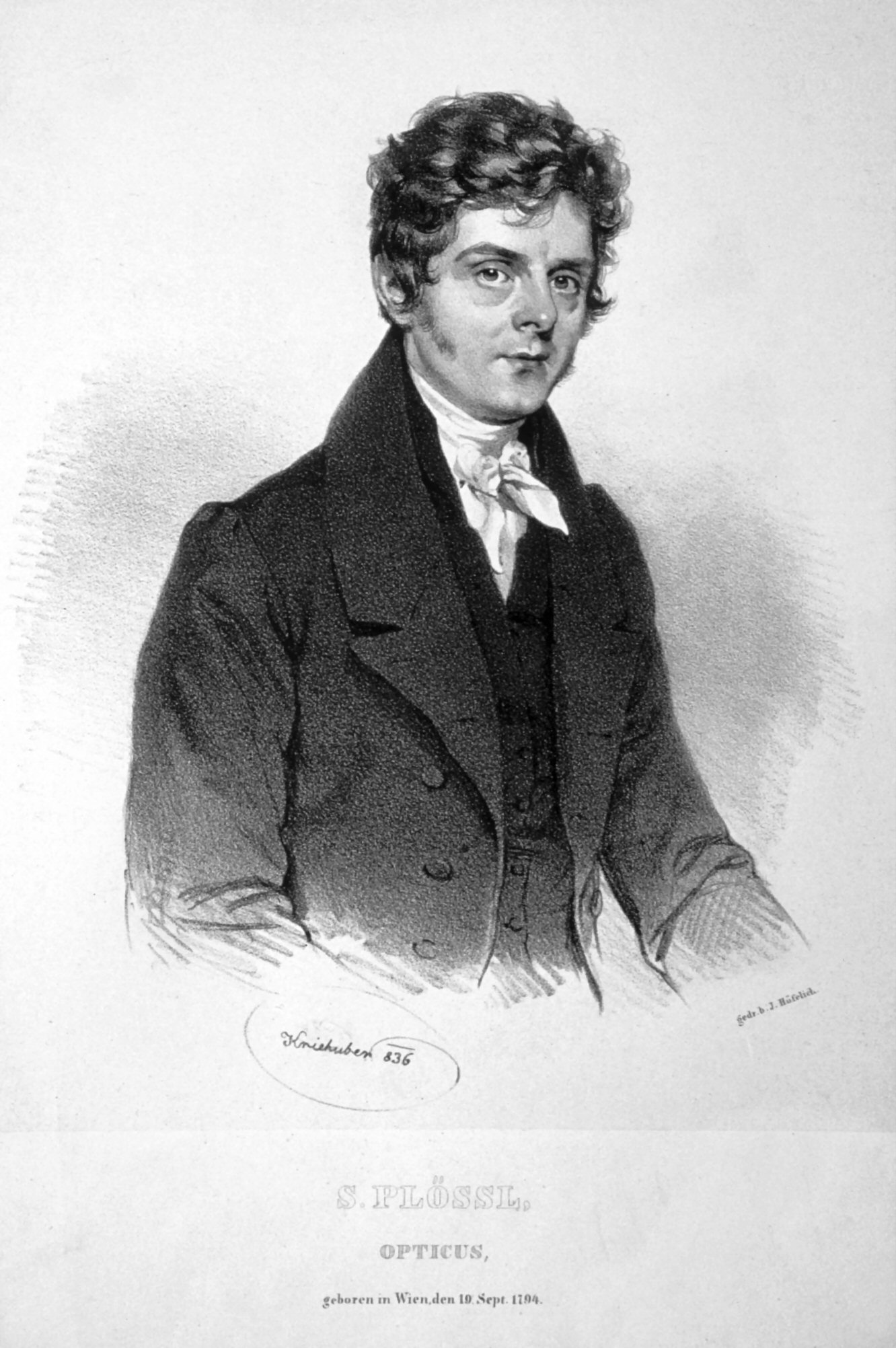
Simon Plößl, Lithografie von Josef Kriehuber, 1836

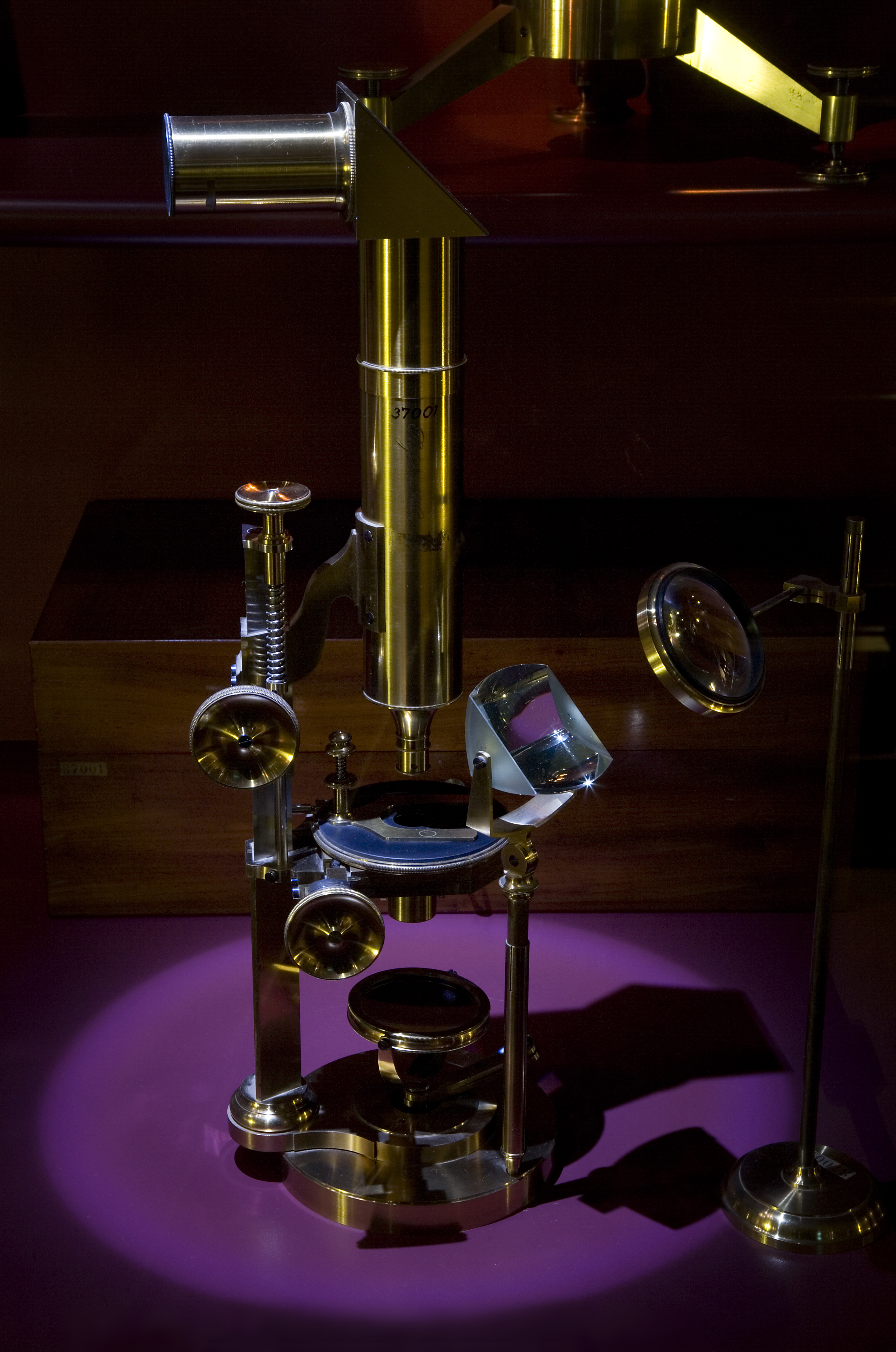
Plößl-Mikroskop im Deutschen Museum in München.

Simon Plößl oder Simon Plössl (* 19. September 1794 in Wien; † 29. Jänner 1868 ebenda) war ein österreichischer Optiker und hatte seit 1823 eine Optikerwerkstätte in Wien. Aus bescheidenen Anfängen wurde er zu einem der bedeutendsten Fernrohr- und Instrumentenbauer Mitteleuropas. Im Jahr 1835 erhielt er für seine Arbeiten eine Goldmedaille bei der Wiener Industrieausstellung.

## Ein Leben für die Optik
Als Sohn eines Tischlers in Wien geboren, kam er zum Linsenschleifer und späteren Objektiv-Erfinder Voigtländer in die Lehre und eröffnete 1828 eine eigene Manufaktur. Bald wurde er für seine präzisen Brillen und Lupen bekannt und begann, größere Instrumente zu konstruieren, die seine Kunden äußerst zufriedenstellten.
So wurde Joseph Franz von Jacquin, Univ.Professor für Chemie und Botanik, auf ihn aufmerksam und bezog seine Mikroskope nun von ihm statt von Voigtländer. Er schlug ihm vor, auch Linsen für Mikroskope und Fernrohre zu schleifen, sodass Plößl bald den Astronomen Joseph Johann von Littrow kennenlernte. Die ersten dieser Instrumente aus völlig eigener Produktion baute er 1830 und erhielt vom Kaiser den Auftrag, als Geschenk für den türkischen Großsultan ein Linsenfernrohr (Refraktor) für die Sternwarte Istanbul herzustellen.
Auch Andreas von Baumgartner, der erste Präsident der neugegründeten Akademie der Wissenschaften, wurde auf die Qualität von Plößls Instrumenten aufmerksam und empfahl sie in seinen Publikationen. 1835 wurde Plößl das Wiener Bürgerrecht zuerkannt und viele seiner Erzeugnisse prämiert. Höhepunkte der Ehrungen waren 1835 eine Goldmedaille der Industrieausstellung und 1867 die Große Goldmedaille für Kunst und Wissenschaft. 
Unweit seiner Werkstatt, in der Nähe des Schloss Belvedere, wurde 1875 die Plößlgasse im Stadtbezirk Wieden nach dem berühmten Optiker benannt.

## Mechanische und optische Innovationen
Plößl stellte 1830 das erste dialytische Fernrohr her.   In der Schausammlung der Universitätssternwarte Wien, wo der oben erwähnte Littrow wirkte, befindet sich ein von Plößl hergestelltes dialytisches Fernrohr mit rund 10 cm Objektivdurchmesser und 1,25 m Brennweite.
Am Mikroskop verbesserte er nicht nur die Bildschärfe, sondern auch die mechanischen Teile. Um 1840 entwickelte er das später nach ihm benannte Plössl-Okular, das in der Geschichte der Optik erste farbreine Mikroskop- und Teleskopokular. Durch seine relativ einfache Bauweise und geringen Herstellungskosten ist es bis heute weit verbreitet. Eine sinnvolle Weiterentwicklung gelang erst 50 Jahre später dem Zeiss-Mitbegründer Ernst Abbe.